# Забір'я (Червенський район)
Забір'я (біл. вёска Забор'е) — село в складі Червенського району Мінської області, Білорусь. Село підпорядковане Лядівській сільській раді, розташоване в центральній частині області.